# New England Revolution
New England Revolution je americký fotbalový klub z Foxborough v Massachusetts hrající severoamerickou ligu Major League Soccer. Revs jsou jedním ze zakládajících členů ligy, která se hraje od roku 1996.

## Historie
New England Revolution byl založen v roce 1994. V roce 1996 se s dalšími 9 týmy zúčastnili inaugurační sezony Major League Soccer. Navzdory tomu, že v kádru působilo několik tehdejších amerických reprezentantů (Alexi Lalas, Mike Burns nebo Joe-Max Moore), Revs byli jedním ze dvou týmů, které nepostoupily do playoff. V následující sezoně (1997) se do playoff sice probojovali, neprošli ale přes první kolo. I přesto do až do roku 2002 byl nejlepší výsledek.
V roce 2002 byl na pozici trenéra uveden Steve Nicol, bývalý hráč Liverpoolu, se kterým čtyřikrát vyhrál ligu. Ve své první sezoně dotáhl Revs na první místo Východní konference. Tým se dostal až do finále ligy, kde podlehl Los Angeles Galaxy 0:1 gólem Carlose Ruize ve 113. minutě utkání. Ve dvou následujících sezonách (2003 a 2004) Revs vypadli ve finále konference. V roce 2005 se opět dostali do finále ligy, kde opět prohráli 0:1 po prodloužení s LA Galaxy. V roce 2006 se opět dostali do úplného finále. Ve 113. minutě utkání proti Houston Dynamo se dostali do vedení, o jedinou minutu později ale Dynamo srovnalo a bylo úspěšnější i v penaltovém rozstřelu. Revs opět pouze o kousek na titul nedosáhli. Další příležitost dostali hned další rok (2007), opět proti Houston Dynamo, opět v utkání vedli, ale opět prohráli v samém závěru a na titul nedosáhli. Útěchou jim mohlo být vítězství v US Open Cupu, který znamenal historicky první trofej v dějinách klubu. Tento úspěch jim zajistil místo v Lize mistrů a v soutěži North American SuperLiga, což byla liga fungující mezi lety 2007 a 2010 pro 4 nejlepší týmy Major League Soccer a 4 nejlepší týmy mexické Liga MX. Což znamemalo, že v sezoně 2008 Revs hráli 4 soutěže. Velké množství zápasů v krátkých intervalech ale vedlo k mnoha zraněním a celkové únavě hráčů, která vedla až k výbuchu 0:4 v Lize mistrů s Joe Public FC z Trinidadu a Tobaga. Týmu se nedařilo ani v domácí lize, v playoff vypadli hned v prvním kole s Chicagem. Stejného výsledku dosáhli i v sezoně 2009, kdy vypadli opět se Chicagem. V letech 2010 a 2011 se Revs neprobojovali do playoff a po více než 10 letech v klubu skončil trenér Steve Nicol, který tým pětkrát dovedl do finále ligy a vyhrál s ním pohár.
Sezona 2012 byla dalším fiaskem, Revs skončili na 9. místě konference. V roce 2013 se jim po čtyřech letech podařilo postoupit do playoff, kde vypadli v semifinále konference. O rok později (2014) se umístili na druhém místě konference a na pátém místě celkově a po dlouhých 7 letech se dostali do finále ligy. V něm ale prohráli s Los Angeles Galaxy a na titul ani na pátý pokus těsně nedosáhli.
27. srpna 2023 klub oznámil příchod českého brankáře Tomáše Vaclíka.

## Umístění v jednotlivých sezonách
| Major League Soccer (1996 – ) |    |    |     |    |      |                     |                |             |             |
| Sezóna                        | Z  | V  | R   | P  | Body | Pozice (konf./liga) | Play-off       | US Open Cup | Liga mistrů |
| 1996                          | 32 | 9  | 6   | 17 | 33   | 5. / 9.             | —              | —           | —           |
| 1997                          | 32 | 11 | 4   | 17 | 37   | 4. / 8.             | Semifinále VK  | Osmifinále  | —           |
| 1998                          | 32 | 11 | 2/4 | 21 | 29   | 6. / 12.            | —              | —           | —           |
| 1999                          | 32 | 12 | 5/7 | 20 | 26   | 5. / 10.            | —              | —           | —           |
| 2000                          | 32 | 13 | 6   | 13 | 45   | 2. / 7.             | Čtvrtfinále    | 2. kolo     | —           |
| 2001                          | 27 | 7  | 6   | 14 | 27   | 3. / 9.             | —              | Finále      | —           |
| 2002                          | 28 | 12 | 2   | 14 | 38   | 1. / 5.             | Finále         | —           | —           |
| 2003                          | 30 | 12 | 9   | 9  | 45   | 2. / 3.             | Finále VK      | Čtvrtfinále | 1. kolo     |
| 2004                          | 30 | 8  | 9   | 13 | 33   | 4. / 9.             | Finále VK      | Osmifinále  | —           |
| 2005                          | 32 | 17 | 8   | 7  | 59   | 1. / 2.             | Finále         | Osmifinále  | —           |
| 2006                          | 32 | 12 | 12  | 8  | 48   | 2. / 3.             | Finále         | Čtvrtfinále | 1. kolo     |
| 2007                          | 30 | 14 | 8   | 8  | 50   | 2. / 4.             | Finále         | Vítěz       | —           |
| 2008                          | 30 | 12 | 7   | 11 | 43   | 3. / 5.             | Semifinále VK  | Semifinále  | —           |
| 2009                          | 30 | 11 | 9   | 10 | 42   | 3. / 7.             | Semifinále VK  | Osmifinále  | Předkolo    |
| 2010                          | 30 | 9  | 5   | 16 | 32   | 6. / 13.            | —              | —           | —           |
| 2011                          | 34 | 6  | 10  | 18 | 28   | 9. / 17.            | —              | —           | —           |
| 2012                          | 34 | 9  | 8   | 17 | 35   | 9. / 16.            | —              | 3. kolo     | —           |
| 2013                          | 34 | 14 | 9   | 11 | 51   | 3. / 7.             | Semifinále VK  | Čtvrtfinále | —           |
| 2014                          | 34 | 17 | 4   | 13 | 55   | 2. / 5.             | Finále         | Čtvrtfinále | —           |
| 2015                          | 34 | 14 | 8   | 12 | 50   | 5. / 11.            | 1. kolo        | 4. kolo     | —           |
| 2016                          | 34 | 11 | 9   | 14 | 42   | 7. / 14.            | —              | Finále      | —           |
| 2017                          | 34 | 13 | 6   | 15 | 45   | 7. / 15.            | —              | Čtvrtfinále | —           |
| 2018                          | 34 | 10 | 11  | 13 | 41   | 8. / 16.            | —              | 4. kolo     | —           |
| 2019                          | 34 | 11 | 12  | 11 | 45   | 7. / 14.            | 1. kolo        | Osmifinále  | —           |
| 2020                          | 23 | 8  | 7   | 8  | 32   | 8. / 15.            | Semifinále VK  | —           | —           |
| 2021                          | 34 | 22 | 7   | 5  | 73   | 1. / 1.             | Čtvrtfinále VK | —           | —           |
| 2022                          | 34 | 10 | 12  | 12 | 42   | 10. / 20.           | —              | Osmifinále  | Čtvrtfinále |
| 2023                          | 34 | 15 | 10  | 9  | 55   | 5. / 6.             | Čtvrtfinále VK | 4. kolo     | —           |
| 2024                          | 34 | 9  | 4   | 21 | 31   | 14. / 26.           | —              | —           | Čtvrtfinále |